# Bathylaco
Bathylaco is een geslacht van straalvinnige vissen uit de familie van de gladkopvissen (Alepocephalidae). Het geslacht is voor het eerst wetenschappelijk beschreven in 1896 door Goode & Bean.

## Soorten
- Bathylaco macrophthalmus Nielsen & Larsen, 1968
- Bathylaco nielseni Sazonov & Ivanov, 1980
- Bathylaco nigricans Goode & Bean, 1896